# ووتر بوس
ووتر بوس (بالهولندية: Wouter Bos)‏ هو اقتصادي وسياسي وممثل هولندي، ولد في 14 يوليو 1963 في هولندا.

## وصلات خارجية
- ووتر بوس على موقع IMDb (الإنجليزية)
- ووتر بوس على موقع مونزينجر (الألمانية)
- ووتر بوس على موقع قاعدة بيانات الفيلم (الإنجليزية)